# Gammaspektroskopi

Gammaspektrum av naturligt uran. Flera diskreta linjer är synliga på ett jämnt kontinuum, vilket gör att man kan identifiera nuklider såsom, och från urans sönderfallskedja.

Gammaspektroskopi är det kvalitativa studiet av energispektra från gammastrålkällor. Gammaspektroskopi bör inte förväxlas med gammaspektrometri som är metoden som används för att få en kvantitativ spektrummätning. Metoden används exempelvis inom kärnkraftsindustrin, geokemiska undersökningar och astrofysik. Många radioaktiva källor producerar gammastrålning, som kan ha olika diskreta energier och intensiteter. Om den här gammastrålningen detekteras och analyseras kan den radioaktiva källans innehåll och aktivitet bestämmas.